# 莫洛 (阿肯色州)
莫洛（英語：Morrow）是位於美國阿肯色州華盛頓縣的一個非建制地區。該地的面積和人口皆未知。

## 地理
莫洛的座標為35°51′30″N 94°26′15″W / 35.85833°N 94.43750°W，而該地的平均海拔高度為328米（即1076英尺）。